# محمدتقی مصطفوی
سید محمدتقی مصطفوی کاشانی (۱۲۸۴ - ۲۳ تیر ۱۳۵۹)، باستان‌شناس، نویسنده و مترجم ایرانی.
تحصیلات ابتدایی خود را در تهران در دبستان انتصاریه و دورهٔ متوسطه را در دبیرستان‌های ثروت و دارالفنون به پایان رسانید.
ابتدا در رشتهٔ حقوق تحصیل کرد. خدمت خود را در وزارت معارف در ادارهٔ تحقیقات آغاز نمود و به رشتهٔ باستان‌شناسی متمایل شد و در این رشته تخصص یافت. از مهر ۱۳۱۰ تا آبان ۱۳۳۷ در ادارهٔ عتیقات سابق که بعدها عنوان آن به ادارهٔ کل باستان‌شناسی تغییر یافت، مشغول به کار شد و عهده‌دار سمت‌های بازرس فنی باستان‌شناسی، مأمور کاوش‌های علمی شوش و تخت جمشید، معاون باستان‌شناسی، رئیس ادارهٔ کل باستان‌شناسی، و مدیر کل باستان‌شناسی بود. مصطفوی در دورهٔ ریاست خود در ادارهٔ کل باستان‌شناسی اقدام به تأسیس نشریهٔ علمی «گزارش‌های باستان‌شناسی» کرد. وی همچنین در بسیاری از کنگره‌های بین‌المللی در زمینهٔ باستان‌شناسی شرکت داشت.
محمدتقی مصطفوی نزدیک به پنجاه سال از زندگی خود را در باستان‌شناسی ایران گذرانید و بسیاری از بناهای باستانی را از نزدیک مورد بررسی قرار داد. در کاوش‌های باستان‌شناسی در تخت جمشید و بازسازی آن نقش عمده‌ای داشت، و با باستان‌شناسانی همچون اریک اشمیت، جورج کامرون، آرتور پوپ وگیرشمن همکار بود. پس از بازنشستگی از ادارهٔ کل باستان‌شناسی، همکاری مؤثری با انجمن آثار ملی داشت. او از همکاران اصلی دایرةالمعارف فارسی بود و تهیه و تدوین مقاله‌های مربوط به آثار و بناهای تاریخی، هنری و باستانی ایران را به عهده گرفت.

## فهرست آثار
- آثار ایران (ترجمه)، ۱۳۱۸
- آستانه حضرت عبدالعظیم، ۱۳۳۰
- الواح گلی تخت جمشید، ۱۳۲۹
- هگمتانه (آثار تاریخی همدان)، ۱۳۳۲
- بقعهٔ بی‌بی شهربانو، ۱۳۳۴
- اقلیم پارس (معرفی آثار تاریخی فارس)
- تخت جمشید (با مشارکت علی سامی)، ۱۳۳۰
- شرح اجمالی آثار تخت جمشید، ۱۳۳۰
- تخت جمشید، نوشته اریک اف اشمیت، (ترجمه با همکاری عبدالله فریار و دیگران)، ۱۳۴۲
- سفارشنامهٔ انجمن آثار ملی، ۱۳۴۴
- شرح اجمالی آثار تخت جمشید، ۱۳۳۰
- گزارش‌های باستان‌شناسی (سه جلد)، ۱۳۳۵–۱۳۲۹
- فرش‌ها و پارچه‌های عهد هخامنشی ایران، ۱۳۳۴
- نگاهی به هنر معماری ایران، ۱۳۴۶
- امانت‌داری خاک، ۱۳۵۶
- انعکاس دیروز در آئینه امروز
- چند شماره از مجموعهٔ ایران باستان (از فرانسوی)
- بقاع متبرکه و زیارتگاه‌های خارج و داخل شهر تهران